# Mari Molid
Mari Kristine Søbstad Molid, née le 8 août 1990 à Trondheim, est une handballeuse internationale norvégienne évoluant au poste d'arrière droite.
En 2011, avec la sélection norvégienne, elle remporte le Championnat du monde disputé au Brésil. En 2015, elle remporte le championnat du monde au Danemark en battant les Pays-Bas en finale.
Pour la saison 2019-2020, elle rejoint le Molde HK.

## Palmarès

### Sélection nationale
Jeux olympiques
- médaillée de bronze aux Jeux olympiques de 2016 à Rio de Janeiro

championnat du monde
- vainqueur du championnat du monde 2011
- vainqueur du championnat du monde 2015

championnat d'Europe
- vainqueur du championnat d'Europe 2010

autres
- vainqueur du championnat du monde junior en 2010
- vainqueur du championnat d'Europe junior en 2009[4]

### Club
compétitions internationales
- finaliste de la Coupe d'Europe des vainqueurs de coupe en 2007 (avec Byåsen Håndball Elite Trondheim)

compétitions nationales
- championne de Norvège en 2015 et 2016 (avec Larvik HK)
- vainqueur de la coupe du Danemark en 2017 (avec Randers HK)
- vainqueur de la coupe de Norvège en 2015 et 2016 (avec Larvik HK)